# César Izquierdo
César Izquierdo Urbina (Huércanos, 19 de juny de 1953) és un professor de teologia fonamental i dogmàtica espanyol.

## Activitat acadèmica
Després d'estudiar filosofia i teologia al seminari conciliar de Logroño, fou ordenat sacerdot el 20 de juny del 1976. Pertany al presbiteri de la diòcesi de Calahorra i La Calzada-Logroño, en què, durant un temps, fou ministre pastoral de diverses parròquies rurals.
Va fer els estudis superiors de teologia a la facultat de teologia de la Universitat de Navarra, on obtingué el doctorat el 1980. Llicenciat en filosofia i lletres, secció filosofia, el 1976, aconseguí el grau de doctor en filosofia amb la seva tesi doctoral sobre La història i tradició en Maurice Blondel el 1988, tesi que fou publicada el 1990 amb el títol Blondel i la crisi modernista. El 1982 s'incorporà al claustre de professors de la facultat de teologia de la Universitat de Navarra, en què és professor ordinari de teologia fonamental des del 1998. Des del 2009 és també director de la revista Scripta Theologica. El 2012 fou nomenat membre de la Comissió Teològica Assessora de la Conferència Episcopal Espanyola.